# 小島日和
小島 日和（こじま ひより、1997年 - ）は、日本の詩人。福岡県出身。

## 経歴
福岡県立修猷館高等学校、早稲田大学文化構想学部卒業。在学時より詩誌『インカレポエトリ』に参加した。現在、東京都にて会社員。2021年2月、第一詩集『水際』にて第26回中原中也賞を受賞。

## 作品リスト

### 詩集
- 『水際』(七月堂〈インカレポエトリ叢書〉、2020年7月。）ISBN　978-4-87944-406-6

### 雑誌等掲載
詩作品
- 「長雨」（「歩きだす言葉たち」欄） - 『朝日新聞』2020年4月15日夕刊
- 「あぶら」 - 『現代詩手帖』2020年12月号
- 「長野行き」 - 『三田文學』2021年冬季号（2021年1月）
- 「受賞詩集より―みずぎわ 造船」 - 『ユリイカ』2021年4月号
- 「巻頭表現 さまがわり」 - 『文學界』2021年5月号
- 「甕に溜まる」 - 『現代詩手帖』2021年5月号
- 「詩のない生活 失われた言葉を求めて」 - 『望星』2021年11月号
- 「祖父たち」 - 『現代詩手帖』2021年12月号
- 「渡来」 - 『現代詩手帖』2022年4月号

エッセイなど
- 「〈座談会〉大学授業で詩をつくる：『インカレポエトリ』をめぐって」 - 『三田文學』2021年冬季号（2021年1月）
- 「詩味礼讃：好詩家たちの対話（1）」（マーサ・ナカムラとの対談） - 『望星』2022年2月号
- 「詩を教わることはできるのか：詩との出会いから、中也賞受賞まで」（國松絵梨との対談） - 『三田文學』2022年夏季号（2022年7月）
- 「エッセイ［声から言葉へ］」 - 『現代詩手帖』2022年8月号
- 「書評 竹中優子『冬が終わるとき』」 - 『現代詩手帖』2022年12月号
- 「〈座談会〉それぞれの場所で、詩とともに：『とある日 : 詩と歩むためのアンソロジー』刊行記念会」 - 『現代詩手帖』2023年6月号
- 「言葉の孤独」（特集：動物と読む現代詩） - 『現代詩手帖』2024年8月号